# Rio Kama
O rio Kama (em russo:  река́ Ка́ма; em tártaro: Çulman, Чулман) é um dos principais rios da Rússia, o mais longo dos afluentes da margem esquerda do Volga, e o maior em volume de água (chegando a ser mais volumoso que o próprio Volga antes de se juntar a ele).

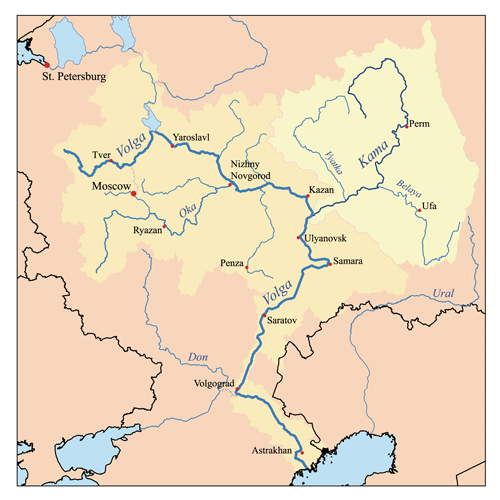
Mapa da bacia do Volga com o rio Kama em destaque

Começa na Udmúrtia, perto da cidade de Kuligi (Кулига), e se dirige por cerca de 200km rumo ao noroeste, para depois tomar o rumo nordeste perto da cidade de Loyno (Лойно) por mais 200 km, para finalmente correr rumo ao sul e ao oeste em Perm Krai, novamente pela Udmúrtia e pelo Tartaristão, onde encontra o Volga.
Entre os povos turcomanos era conhecido como Chulman, e considerado a nascente do Volga.
Sua extensão total é de 1805 km, e seus principais afluentes são o Kosa, o Vishera, o Sylva, o Chusovaya, o Belaya, o Ik, o Izh, o Zay, o Vyatka e o Myosha. As citadas que se situam em suas margens são Solikamsk, Berezniki, Perm, Sarapul e Naberezhnye Chelny. Localiza-se a oeste dos Montes Urais, e é uma rota comercial muito utilizada.
Antes do advento das ferrovias o Kama era conectado, através de importantes ligações por terra, com as bacias do rio Dvina do Norte e do Pechora. No início do século XIX, o Canal de Ekaterininsky do Norte ligou o alto Kama com o rio Vychegda, um afluente do Dvina do Norte, porém acabou sendo abandonado após alguns poucos anos por não ser muito usado.

## Represas e reservatórios
O Kama foi represado em diversos locais:
- Em Perm, na represa da Estação Hidrelétrica de Kama (Камская ГЭС), formando o Reservatório de Kama (Камское водохранилище);
- Em Tchaykovsky, na represa da Estação Hidrelétrica de Votkinsk (Воткинская ГЭС), formando o Reservatório de Votkinsk;
- Em Naberejnye Chelny,[2] na represa da Estação Hidrelétrica de Nijnekamsk (Нижнекамская ГЭС), formando o Reservatório de Nijnekamsk.

## Galeria

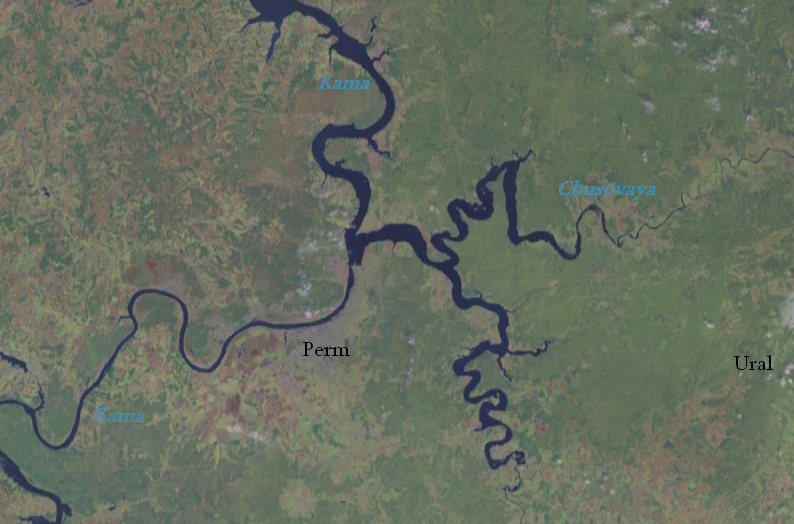
Travessia dos rios Chusovaya (afluente) e Kama
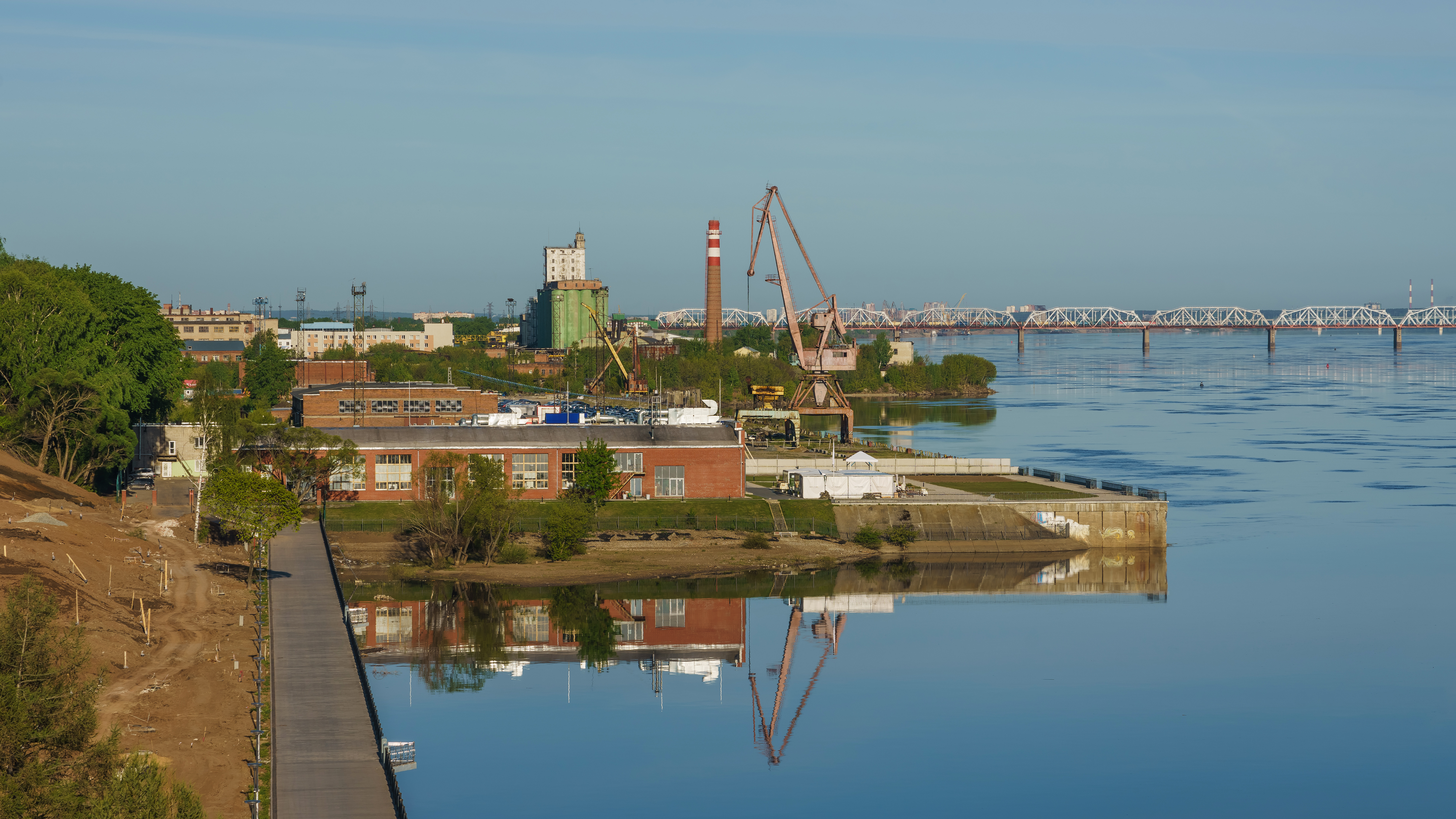
Foto do rio Kama e da cidade de Perm
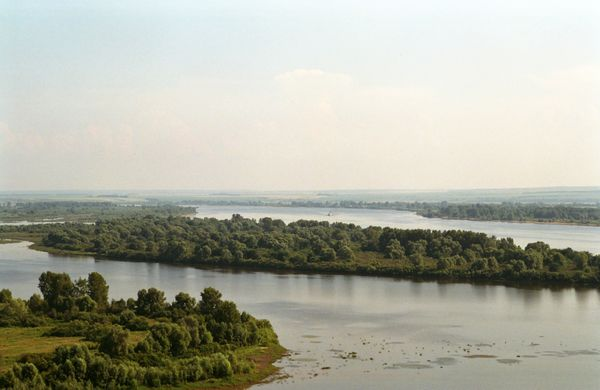
Vista em Yelabuga.
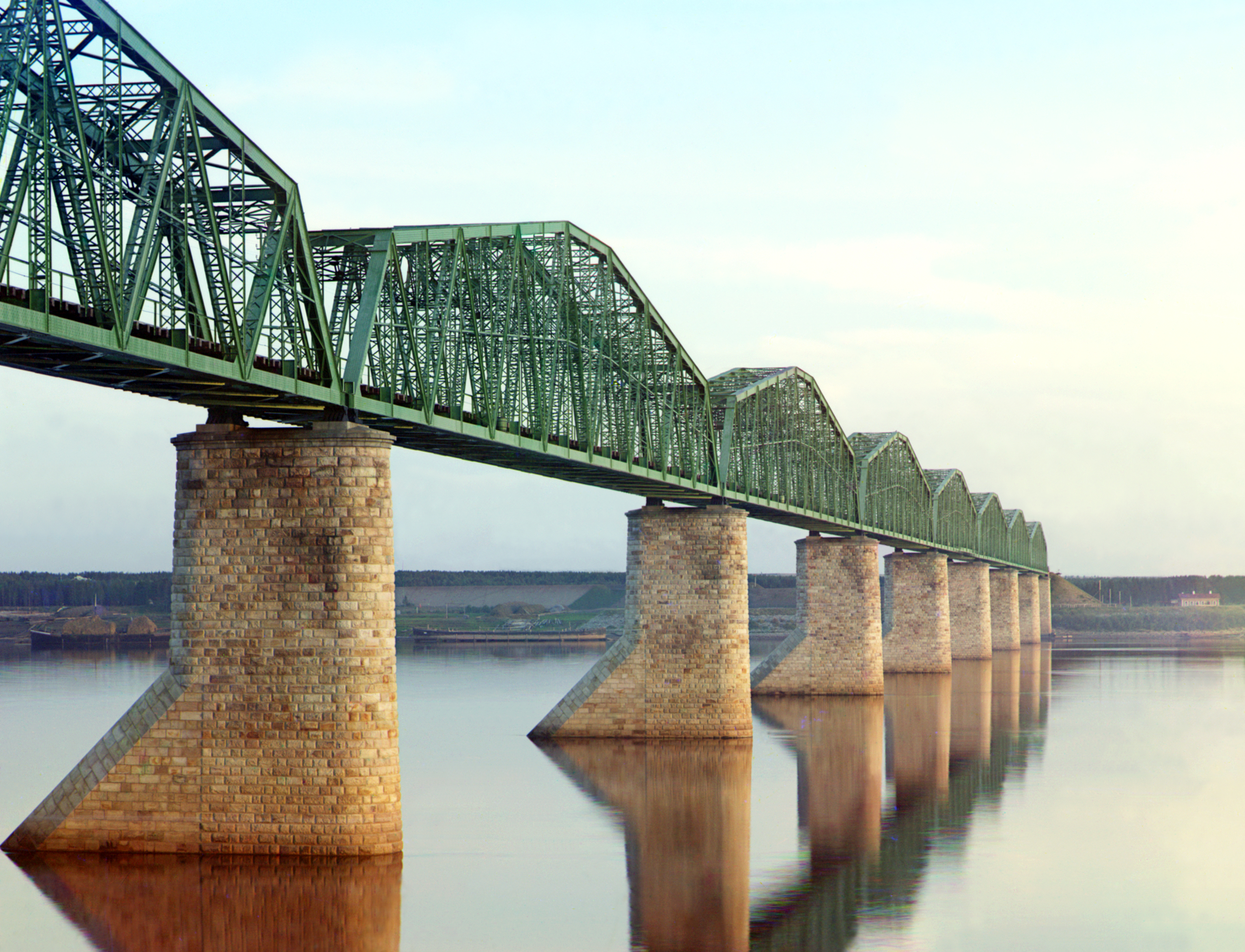
Uma ponte russa perto de Lavr Proskuryakov. Fotografia colorida antiga, ca. 1912.